# Aspicarpa brevipes
Aspicarpa brevipes är en tvåhjärtbladig växtart som först beskrevs av Sesse och Dc., och fick sitt nu gällande namn av W.R. Anderson. Aspicarpa brevipes ingår i släktet Aspicarpa och familjen Malpighiaceae. Inga underarter finns listade i Catalogue of Life.